# چیترا
چیترا نمایشنامه‌ای از رابیندرانات تاگور است. تاگور این نمایشنامه را براساس یکی از داستان‌های ماهابهاراتا نوشته و جریان عشق میان شاه‌دخت چیترانگادا و شاه‌زاده آرجونا را روایت کرده است. این عشق، نخست با ترفند و نیرنگ آغاز می‌شود و بار دراماتیک نمایش‌نامه، همه، بر دوش کشمکش درونی پیرامون این ترفند و نیرنگ است. این نمایش برای اولین بار در ایران در سال ۱۳۹۲ به کارگردانی استاد رامان عالی پور در تالار برج آزادی تهران به روی صحنه رفت.
تاگور چیترا را به شعر نوشته است و این نمایشنامه از مهم‌ترین چامه‌نمایشنامه‌های ادبیات مدرن هند به شمار می‌آید.

## نگارش چیترا

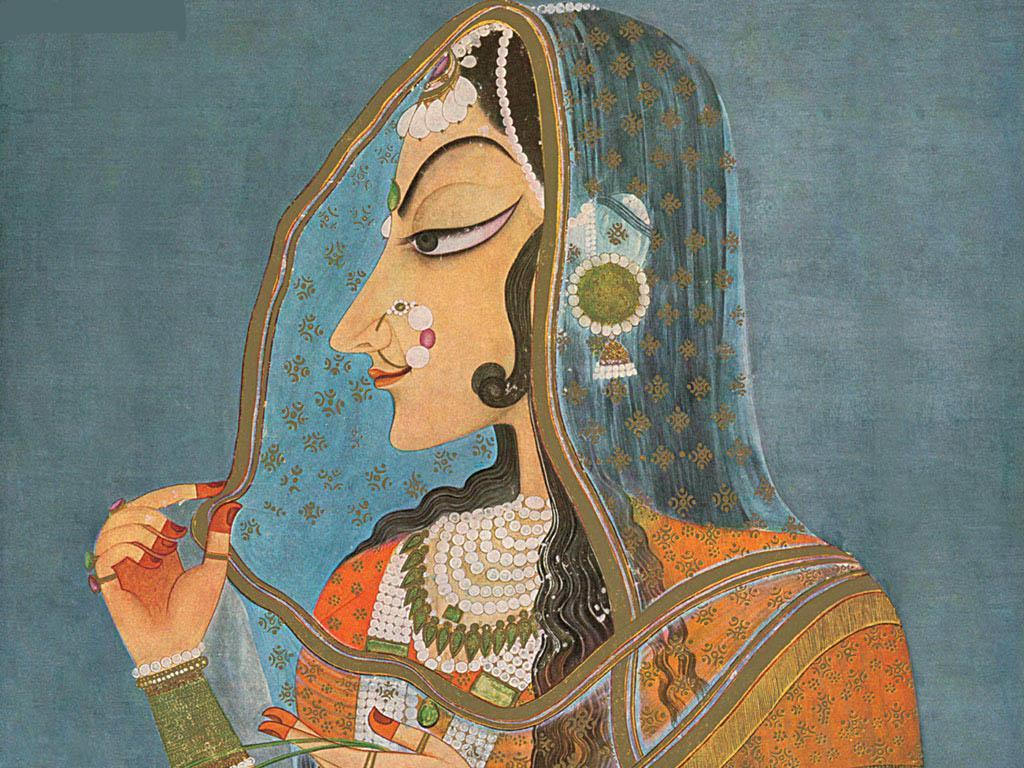
تاگور داستان عشق چیترا را به زبان نمایشنامه روایت کرده است

رابیندرانات تاگور، شاعر بلندآوازه‌ی بنگالی، چیترا را بر پایه‌ی کوهی از دانش و تجربه‌ی پیشینیان خود در فن شعر و نمایش و براساس داستانی از ماهابهاراتا نگاشته است. درحقیقت چیترا مانند کوه یخی است که تنها قله‌ی آن - که متن نمایش باشد - از آب بیرون است و به دید می‌آید؛ ولی زیر این قله‌، کوهی از تاریخ، هنر، ادبیات و زیبایی‌ در اقیانوس فرهنگ هندی نهفته است. چیترا نخستین بار به زبان بنگالی در 1891 نوشته شده است و خود تاگور در سال 1913 آن را به زبان انگلیسی برگرداند. نسخه‌ی بنگالی اثر، سرشار از جوشش‌های شعری و بازی‌های زبانی و کنایه‌ها و استعاره‌هایی است که به دلیل نارساییِ زبان انگلیسی، در نسخه‌ی انگلیسی چیترا حذف شده‌اند. بااین‌حال نسخه‌ی انگلیسی نیز، چه به لحاظ بازی‌های زبانی و شعری، چه از نظر بار دراماتیک، اثری بسیار تاثیرگذار است.
توصیفات تاگور از طبیعت در چیترا بی‌همتا است؛ کنش‌ها و واکنش‌های دراماتیک نیز بی‌نظیرند. او آثار خود را به زبانی می‌نوشت که هم تحصیل‌کرده‌ها و هم دهقانان بنگالی توانایی خواندن و فهم آن را داشته باشند و از آن لذت ببرند و با این کار بود که توانست در زندگی اجتماعی و پیشرفت فکری مردمان بنگال نقش پررنگی بازی کند. 

## داستان چیترا در ماهابهاراتا
تاگور چیترا را در یک پرده و نُه صحنه نگاشته است. این نمایش‌نامه از داستان چیترانگادا و آرجونا از بهره‌ی نخست منظومه‌ی ماهابهاراتا به نام آدی پاروا گرفته شده است. براساس این داستان آرجونا در لباسی مبدل برای توبه از گناهی که مرتکب شده به وانواس  یا «پرسه‌گردی» رفته است. در راه گزارش به مانیپور می‌افتد و در آن‌جا چیترانگادا، دختر زیبای چیتراواهانا پادشاه مانیپور، را می‌بیند و شیفته‌ی زیبایی‌اش می‌شود. 

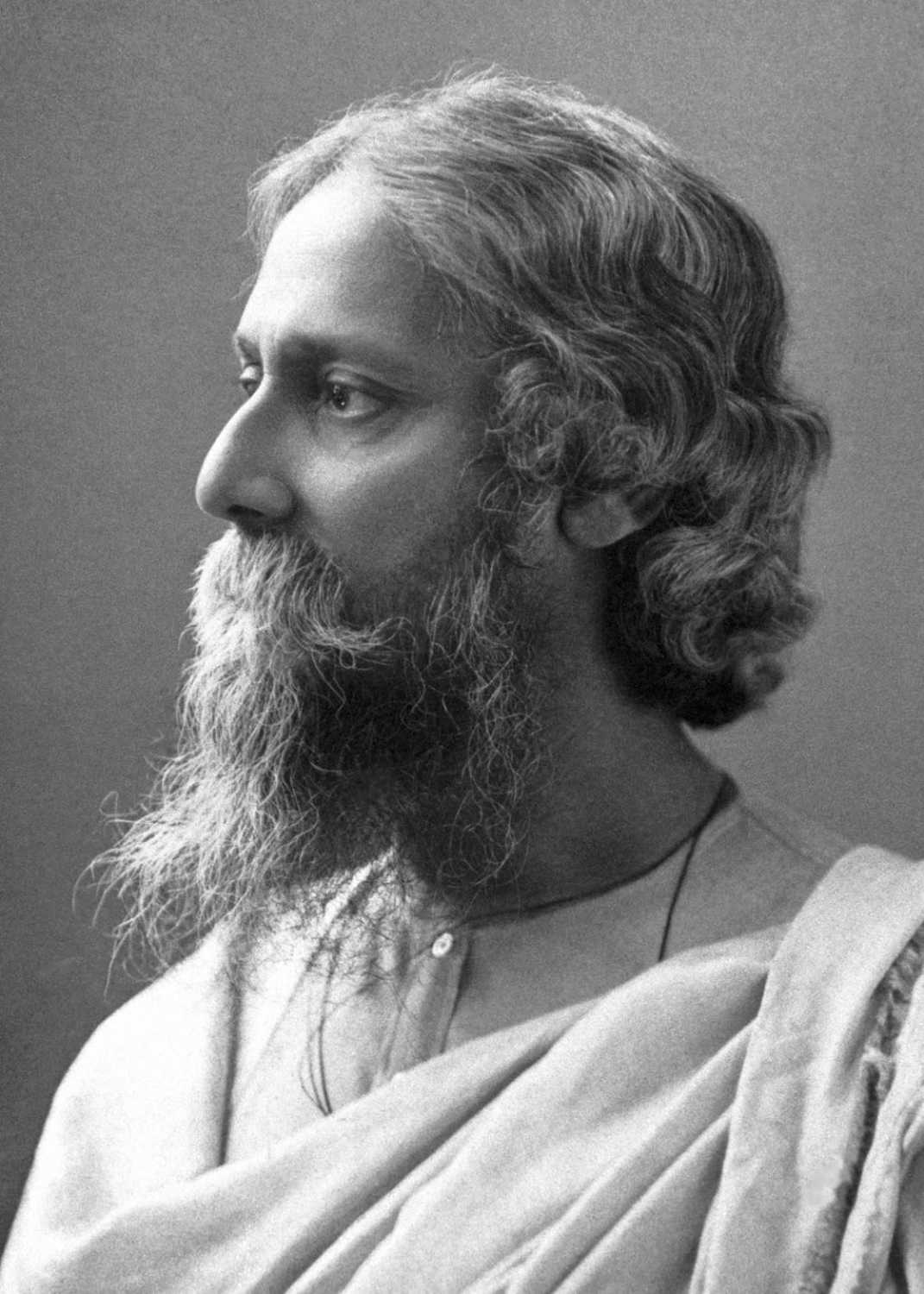
تاگور چیترا را نخست به زبان بنگالی نوشت و سپس آن را به زبان انگلیسی بازنویسی کرد

آرجونا دختر شاه را از او خواستگاری می‌کند. شاه نسبش را می‌پرسد و آرجونا اسم و کنیه‌ی ‌خود را می‌گوید. پادشاه برای آرجونا توضیح می‌دهد که نام یکی از نیاکانش در سلسله‌ی پادشاهی مانیپور، پرابهانجانا  بوده است. این پادشاه را فرزندی نمی‌شده و برای این‌که پسری برای جانشینی داشته باشد دست به نیایش برمی‌دارد و به ریاضت می‌نشیند. خداوندگار شیوا به ریاضت او دلش نرم می‌شود و به مِهر اجازه می‌دهد او و فرزندانش، یکی پس از دیگری، تنها یک پسر داشته باشند. این امر خداوندگار شیوا تا زمان چیتراواهانا جاری است. چیتراواهانا در خاندان شاهان مانیپور نخستین کسی است که فرزندش دختر می‌شود و نام چیترانگادا را برای او انتخاب می‌کنند. پادشاه با او مانند یک پسر رفتار می‌کند تا او را برای جانشینی خود تربیت کند و پس از او فرزند پسری که از شاه‌دخت متولد شد، جانشین پدربزرگ شود.
شاه از آرجونا می‌خواهد در برابر اجازه‌ی ازدواج با چیترانگادا فرزندِ پسر حاصل از ازدواج با شاه‌دخت را در اختیار پادشاه بگذارد که جانشین چیتراواهانا شود. آرجونا با پادشاه پیمان می‌بندد که پسرش را برای جانشینی شاه‌دخت در اختیار پادشاه قرار دهد و با این سوگند، چیترانگادا را به همسری برمی‌گزیند. آرجونا سه سال در مانیپور زندگی می‌کند و هنگامی که پسرش به دنیا می‌آید همسرش را در آغوش می‌کشد و، با گرمی، شاه و شاه‌دخت و شاه‌زاده را بدرود می‌گوید و سفرش را ادامه می‌دهد.
ساختار روایی نمایش‌نامه‌ی چیترا با داستان ماهابهاراتا تفاوت‌های عمده دارد. این داستان بخش بسیار کوچکی از ماهابهاراتا است؛ ولی با اندیشه‌ی فرجاد و ادیبانه‌ی تاگور به اثری بی‌همتا تبدیل شده است. تاگور داستان را از جایی آغاز می‌کند که برای نخستین بار چیترا آرجونا را می‌بیند و شرح این دیدار آغازین را در صحنه‌ی نخست برای دو ایزد مادانا (خداوندگار عشق) و واسانتا (خداوندگار بهار و فصل‌ها) بیان می‌کند. از ساخت نمایش‌نامه این‌گونه برمی‌آید که آرجونا پیش از خواستگاری چیترا از پدرش و زندگی رسمی با او، یک سال مخفیانه عاشق چیترا بوده است و درحقیقت تاگور این یک سال را در نمایش‌نامه‌اش روایت می‌کند.

## به فارسی
در ایران این نمایش‌نامه به سال 1397 (ه.ش) توسط انتشارات «علمی‌فرهنگی» با برگردان هومن بابک همراه با سه مقاله درباره‌ی ادبیات هند منتشر شده است.لازم به یاد آوری است که چیترا نخستین بار سال 1334 توسط فتح‌الله مجتبایی به فارسی برگردانده شده بود.

### بخشی از صحنه‌ی ششم چیترا(برگردان هومن بابک)
-آرجونا: بامدادان چشم گشودم و دریافتم رویاهایم در گوهری چگال شده. نه دُرجی داشتم که در آنش‌ نَهَم نه تاج و دیهیمی که بر آنش دَهَم و نه زنجیری که به آنش بَرَم. با این‌همه مرا دلِ آن نیست که به دورش افکنم. دست راستِ سلحشورم  به بیکاری نگه‌دار اوست وَ وظایفش را از یاد برده. 
-چیترا (وارد می‌شود): سرورم به چه می‌اندیشند؟ 
-آرجونا: امروز اندیشه‌ام با آهنگ شکار آلوده است. ببین چگونه باران به سیلاب‌ها می‌شُرد و شرزه بر دامان تپه می‌کوبد! سایه‌ی خَشین ابرها، به‌سنگینی، فراز جنگل آویخته است و رودخانه‌ی باد‌سر چون برنایی بی‌پروا به ریشخندی از همه‌آب‌بندها می‌جهد. در چنین روزی بارانی بود که ما پنج برادر به شکار ستوران وحشی، بیشه‌ی چیتراکا  را پیمودیم. روزگار خوشی بود. دل‌هایمان به آوای کوسْ‌توفِ ابرها پای‌ می‌کوفت. بیشه، صفیر فراش‌مرغان را پژواک می‌داد. رمنده‌آهوان از پس شرشر باران و بانگ آبشاران، گام‌های ما را نمی‌شنیدند و پلنگان با رد پایشان بر گِل، کنام‌ آشکار می‌کردند. در راه بازگشت به خانه، هم‌دیگر را برای شنا در پهنای رودخانه‌ی سرکش به چالش می‌کشیدیم. جان ناآرامی‌‌ست مرا. دلم پَرِ نخجیر می‌کشد. 